# Constantin Bugeanu
Constantin Bugeanu (* 18. Mai 1916 in Ploiești; † 23. Juli 1998 in Bukarest) war ein rumänischer Dirigent, Komponist und Musikpädagoge.

## Leben
Bugeanu begann seine musikalische Ausbildung von 1927 bis 1933 am städtischen Konservatorium von Timişoara, wo ihn Sabin Drăgoi in Musiktheorie, Solfège, Harmonielehre und Kontrapunkt unterrichtete. Von 1933 bis 1940 studierte er am Konservatorium von Bukarest (heute Nationale Musikuniversität Bukarest) Musiktheorie und Solfège bei Ioan D. Chirescu, Harmonielehre und Kontrapunkt bei Mihail Jora, Dirigieren bei Ionel Perlea sowie Musikgeschichte und Folklore bei Constantin Brăiloiu. Daneben studierte er von 1933 bis 1936 Philosophie an der Universität Bukarest. In Salzburg vervollkommnete er von 1940 bis 1942 seine Ausbildung als Dirigent bei Clemens Krauss.
Er begann seine berufliche Laufbahn 1938 als Korrepetitor an der Rumänischen Nationaloper in Bukarest, wo er bis 1940 wirkte. Von 1943 bis 1946 war er Dirigent am Alhambra Theater in Bukarest, von 1945 bis 1947 Dirigent der Komischen Oper. Von 1948 bis 1953 war er Direktor und Dirigent der Rumänischen Oper in Cluj. Zur Nationaloper in Bukarest kehrte er 1957 zurück und leitete dort das Orchester bis 1959 und erneut von 1969 bis 1976.
1948 und von 1960 bis 1962 dirigierte Bugeanu das Philharmonieorchester von Bukarest. Von 1953 bis 1957 war er Dirigent, von 1962 bis 1968 Chefdirigent und Direktor des Orchestra Simfonică a Cinematografiei. Außerdem wirkte er 1955–56 als Musikdirektor und 1956–57 als musikalischer Berater des rumänischen Kulturministeriums. Er unternahm als Dirigent Konzerttourneen durch Österreich, Ungarn, die Tschechoslowakei, Deutschland, Dänemark und die Türkei und leitete in Saarbrücken die deutschsprachige Uraufführung von George Enescus Oper Oedipe. Von 1952 bis 1954 unterrichtete er an der Musikuniversität Bukarest Musikgeschichte. Als einziger Professor für Orchesterleitung von 1967 bis 1976 prägte er eine ganze Generation rumänischer Dirigenten, darunter Constantin Arvinte, Cristian Mandeal, Horia Andreescu, Ion Marin, Razvan Cernat, Peter Oschanitzky, Gheorghe Costin, Cristian Brâncuși, Dan Ratiu, Ovidiu Dan Chirila, Florin Totan und Michaela Rosca. 1968 wurde er mit dem Ritterkreuz II. Klasse des Kultur-Verdienst-Ordens ausgezeichnet.

## Kompositionen
- Rondino on Popular Themes für Orchester (1938)
- Sonata in F für Klavier und Violine (1939)
- Balada unui greier mic (1939)
- Paparuda (1940)
- Divertimento für fünf Holzblasinstrumente (1940)